# 34135 Rahulsubra
34135 Rahulsubra este o planetă minoră (asteroid), cu un diametru de 5,47 km, din centura de asteroizi. A fost descoperită pe 24 august 2000 la Experimental Test Site⁠(d) de Lincoln Near-Earth Asteroid Research. 
Obiectul prezintă o orbită caracterizată de o semiaxă mare de 3,16145 UAi, o excentricitate de 0,14, o înclinație de 0,93858 ° în raport cu ecliptica.